# Presa Wilson
La Presa Wilson es una represa que atraviesa el río Tennessee entre el condado de Lauderdale y el condado de Colbert en el estado estadounidense de Alabama. Completado en 1924 por el Cuerpo de Ingenieros del Ejército de los Estados Unidos, incauta el lago Wilson y es una de las nueve represas propiedad de la Autoridad del Valle de Tennessee (TVA) sobre el río Tennessee. La presa fue declarada Monumento Histórico Nacional el 13 de noviembre de 1966, por su papel como la primera presa bajo la administración de la TVA. La presa lleva el nombre del ex presidente de los Estados Unidos, Woodrow Wilson.

## Descripción
La Presa Wilson está ubicada en la milla 259.4 del río Tennessee, que atraviesa el río en una orientación aproximadamente de norte a sur entre Florence y Muscle Shoals en el norte de Alabama. La presa mide 137 pies (41,8 m) de altura y se extiende a 4541 pies (1384,1 m) al otro lado del río Tennessee. El costo de construcción de la presa fue de casi $ 47 millones (equivalente a $ 556 millones en 2019). La esclusa principal en la Presa Wilson mide 110 pies (33,5 m) de ancho por 600 pies (182,9 m) de largo. La elevación de la cerradura es de 94 pies (28,7 m). Es la esclusa de elevación individual más alta al este de las Montañas Rocosas. Una esclusa auxiliar tiene dos esclusas de 60 pies (18,3 m) de ancho por 300 pies (91,4 m) de cámaras largas que operan en tándem. Más de 3.700 embarcaciones pasan por las esclusas de la Presa Wilson cada año.
La capacidad neta confiable de  la Presa Wilson es de 663 megavatios de electricidad.

## Historia
Los orígenes de la presa se encuentran en la traicionera sección Muscle Shoals del río Tennessee, una zona de peligrosos bajíos y corrientes turbulentas que impiden el comercio y la navegación. La expansión de los viajes en barco de vapor y la agricultura de plantaciones a lo largo del Valle de Tennessee inspiró muchos esfuerzos en gran parte infructuosos a fines del siglo XIX para domesticar los bajíos, incluido un canal alrededor del área. Este esfuerzo final para domesticar a los Muscle Shoals fue estimulado por la posibilidad de la entrada de Estados Unidos en la Primera Guerra Mundial. Los funcionarios estadounidenses temían que la Armada alemana pudiera interrumpir el suministro de nitratos, utilizados en la fabricación de explosivos, que se importaban principalmente en forma de guano de murciélago o ave desde Chile. La Ley de Defensa Nacional de 1916 ordenó la construcción de dos plantas de salitre, impulsadas por una planta hidroeléctrica adyacente para crear un suministro doméstico de este recurso vital. Los ingenieros federales se decidieron por Muscle Shoals después de determinar que tenía el mayor potencial hidroeléctrico al este de las Montañas Rocosas.
La construcción de la presa Wilson hecha por el Cuerpo de Ingenieros del Ejército comenzó en 1918 bajo la supervisión de Hugh L. Cooper y era la instalación hidroeléctrica más grande del mundo en el momento de la construcción. Durante la construcción, el sitio se convirtió brevemente en una ciudad por derecho propio, empleando a más de 18,000 trabajadores y compuesto por más de 1,700 edificios temporales, 236 edificios permanentes, 185 unidades residenciales, 165 millas de tubería de alcantarillado y 685 millas de cableado eléctrico. Los comedores del asentamiento servían más de 20.000 comidas al día y también contenían una escuela con capacidad para 850 estudiantes, tres peluquerías y un hospital. Sin embargo, la presa no se terminó al final de la guerra en 1919 y no contribuyó a su resultado.
Con la paz, el interés en la presa disminuyó rápidamente y el Congreso no estaba dispuesto a afrontar los costos de más proyectos de obras públicas, pero desperdiciar los millones de dólares en costos hasta ese momento era igualmente un anatema. El Secretario de Guerra, John Weeks, buscó inversiones del sector privado para completar el proyecto en el clima político de la posguerra. En 1921, Henry Ford ofreció asumir un contrato de arrendamiento de 99 años de la presa por 5 millones de dólares, en el que prometió terminar la presa y construir una nueva río arriba. Ford prometió usar la presa y crear una ciudad planificada en los aún inexistentes Muscle Shoals, que se convertiría en el "Detroit del Sur". La presa se utilizaría para impulsar el desarrollo industrial en su nueva ciudad planificada y reunió un amplio apoyo entre la población y en la Cámara de Representantes. Sin embargo, el senador George Norris creía que la presa haría más bien en manos públicas que bajo la propiedad de Ford, y debería usarse como parte de un programa de obras públicas a gran escala y un esquema de desarrollo en todo el Valle de Tennessee. El plan de Norris abordaría tres preocupaciones principales que afectan al Valle de Tennessee: inundaciones persistentes, erosión del suelo y falta de energía eléctrica. Norris bloqueó la propuesta de Ford en el Senado, y Ford finalmente retiró su oferta en 1924, citando las demoras.
La construcción de la presa en sí se terminó finalmente en 1924, y la primera unidad generadora de electricidad entró en servicio en septiembre de 1925. La presa y las esclusas terminadas finalmente permitieron la libre navegación de Muscle Shoals para barcos de vapor y barcazas. Durante los años siguientes, solo se instaló el 40 por ciento de la capacidad de generación eléctrica. El debate sobre para qué debería usarse la presa se prolongó durante la década de 1920, y el presidente Herbert Hoover vetó el proyecto de ley Muscle Shoals de Norris en 1931 por considerarlo "socialista". Todo esto cambió con el advenimiento de la Gran Depresión y la elección de Franklin Delano Roosevelt en 1932. Después de su elección, el presidente electo Roosevelt inspeccionó la presa y dio su apoyo al plan de obras públicas de Norris, y en 1933, se creó la Autoridad del Valle de Tennessee, con la presa Wilson como una de las piedras angulares en los planes de la nueva agencia.
TVA y la Presa Wilson llevaron energía a miles de personas en las áreas de los condados de Lauderdale y Colbert como parte del plan general de electrificación rural de TVA y, en palabras de un economista, brindaron a los residentes "niveles de vida universalmente altos, nuevos empleos, ocio, libertad y el fin del trabajo penoso, la congestión, el ruido, el humo y la suciedad". La Presa Wilson también sirvió como la primera sede de TVA, hasta que se trasladó gradualmente a Knoxville, Tennessee, donde todavía tiene su sede. Las plantas de nitrato para las que se construyó inicialmente la presa Wilson se utilizaron para la producción de fertilizantes durante la década de 1930, y durante la Segunda Guerra Mundial la presa Wilson finalmente se usó para su propósito inicial, ya que las plantas de nitrato y fósforo en el área se utilizaron para producir municiones para el esfuerzo bélico. Estas plantas continuaron funcionando durante la Guerra Fría, suministrando una parte importante del fósforo utilizado en las municiones por las Fuerzas Armadas de los Estados Unidos.
En 1959, se construyó una nueva esclusa para la Presa Wilson, que era la esclusa de cámara única más grande del mundo en el momento de la construcción. Esta esclusa sigue siendo hoy en día la esclusa de una sola cámara más grande de los Estados Unidos continentales al este de las Montañas Rocosas. El presidente John Fitzgerald Kennedy visitó la presa en 1963 con el gobernador de Alabama, George C. Wallace, para hacer comentarios sobre el papel de TVA y la Presa Wilson en el éxito de la agencia y el papel del gobierno federal en la historia del Valle. En 1966, el Departamento del Interior designó a la presa Wilson como Hito Histórico Nacional y la agregó al Registro Nacional de Lugares Históricos por su papel como la primera presa bajo la supervisión de TVA.
La Presa Wilson es una de las 29 represas hidroeléctricas convencionales que proporcionan control de inundaciones, navegación, energía eléctrica, recreación y suministro de agua para la región de siete estados del Valle de Tennessee y es la instalación convencional más grande del Sistema TVA. Más de 3.600 embarcaciones pasan por las esclusas cada año y la presa actualmente sirve como centro de capacitación para todos los trabajadores hidroeléctricos de TVA. El Lago Wilson ofrece 166 millas (267 km) de costa y 15,500 acres (6,300 ha) de superficie de agua para actividades recreativas, y la reserva contigua proporciona millas de senderos para caminatas y campamentos.

## Galería

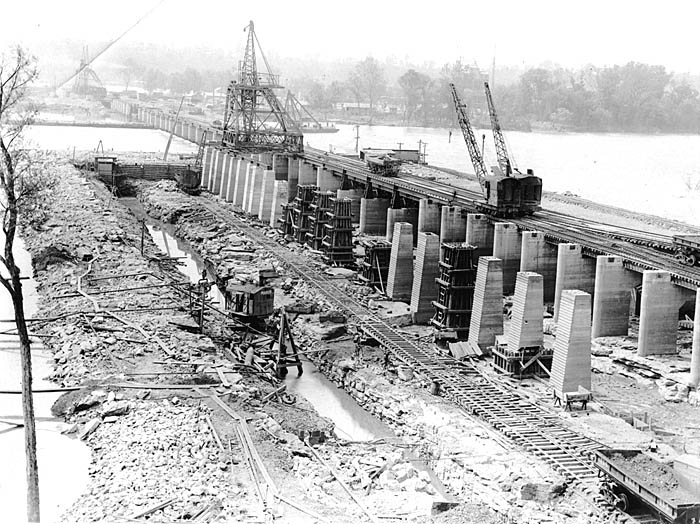
La construcción de la presa Wilson se llevó a cabo alrededor de 1919. La isla Jackson, que se ve al fondo, ahora está cubierta por el lago Wilson.
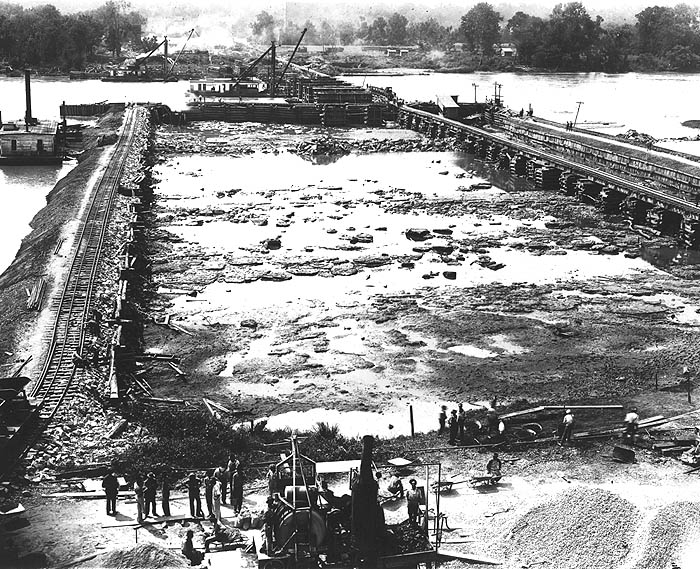
Construcción de la presa Wilson alrededor de 1919.
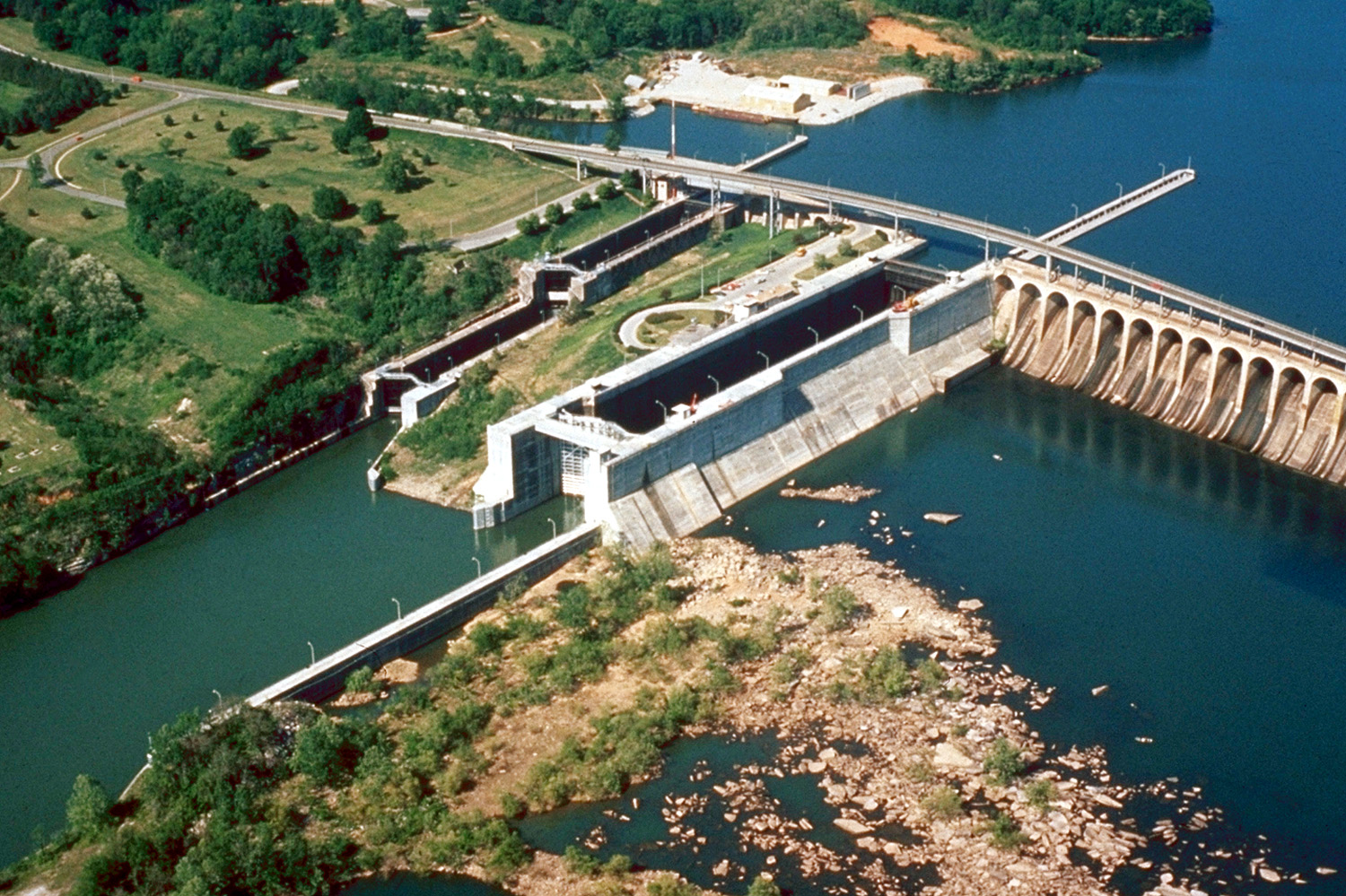
La esclusa del la Presa Wilson sobre el río Tennessee en Florence, Alabama.
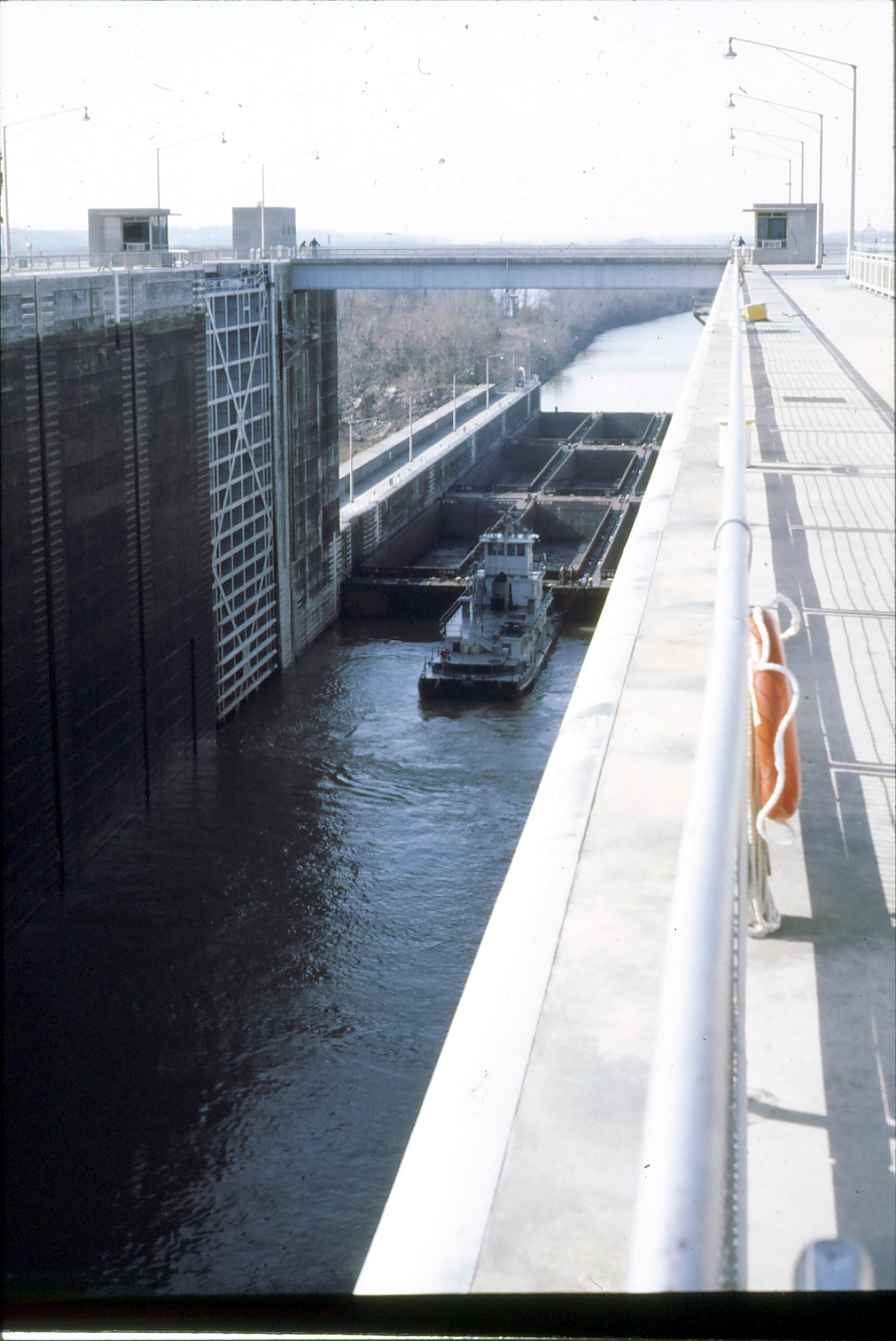
Barcaza saliendo de la esclusa principal en Wilson Dam en 1982.
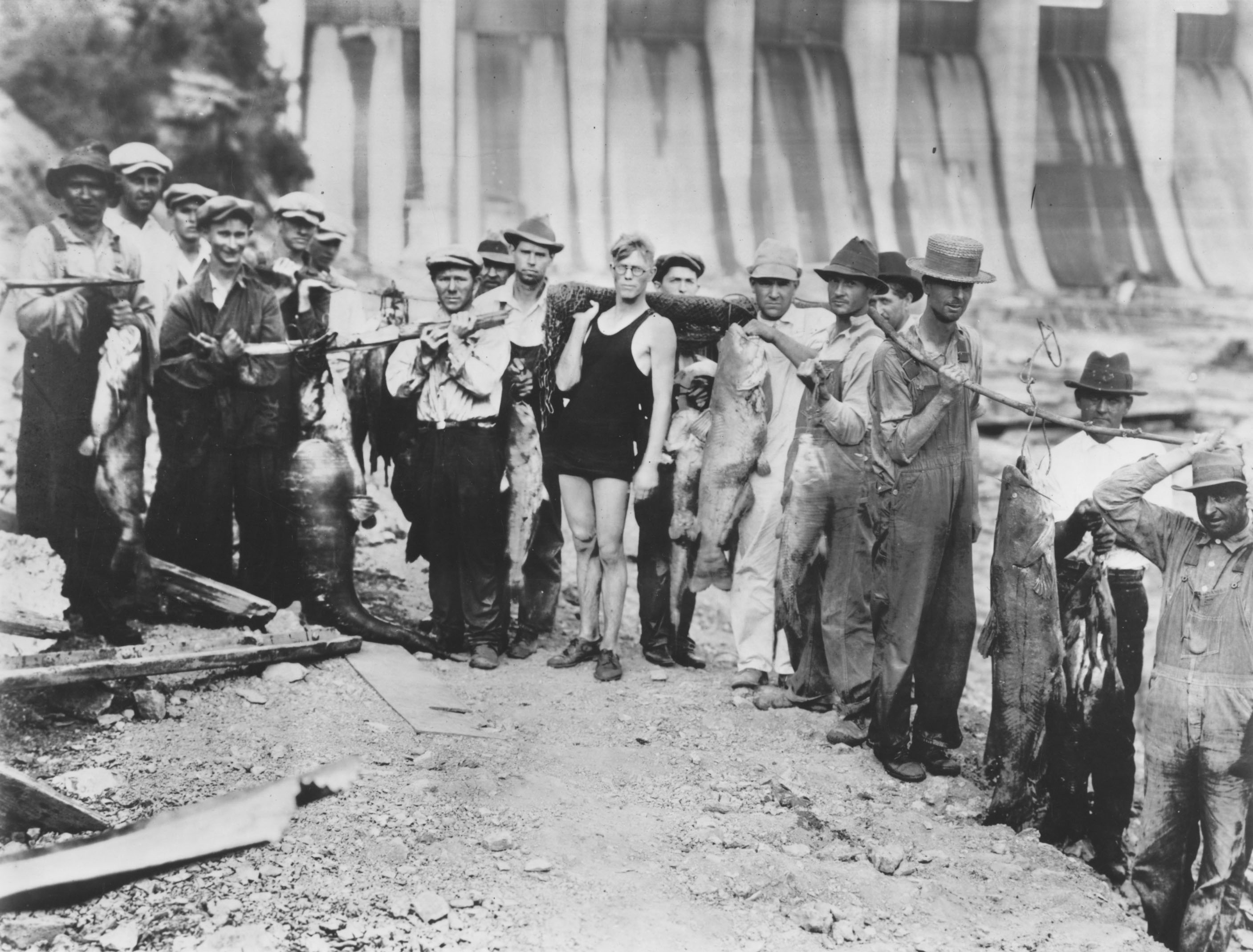
Captura de peces aguas abajo de la presa Wilson en 1940.
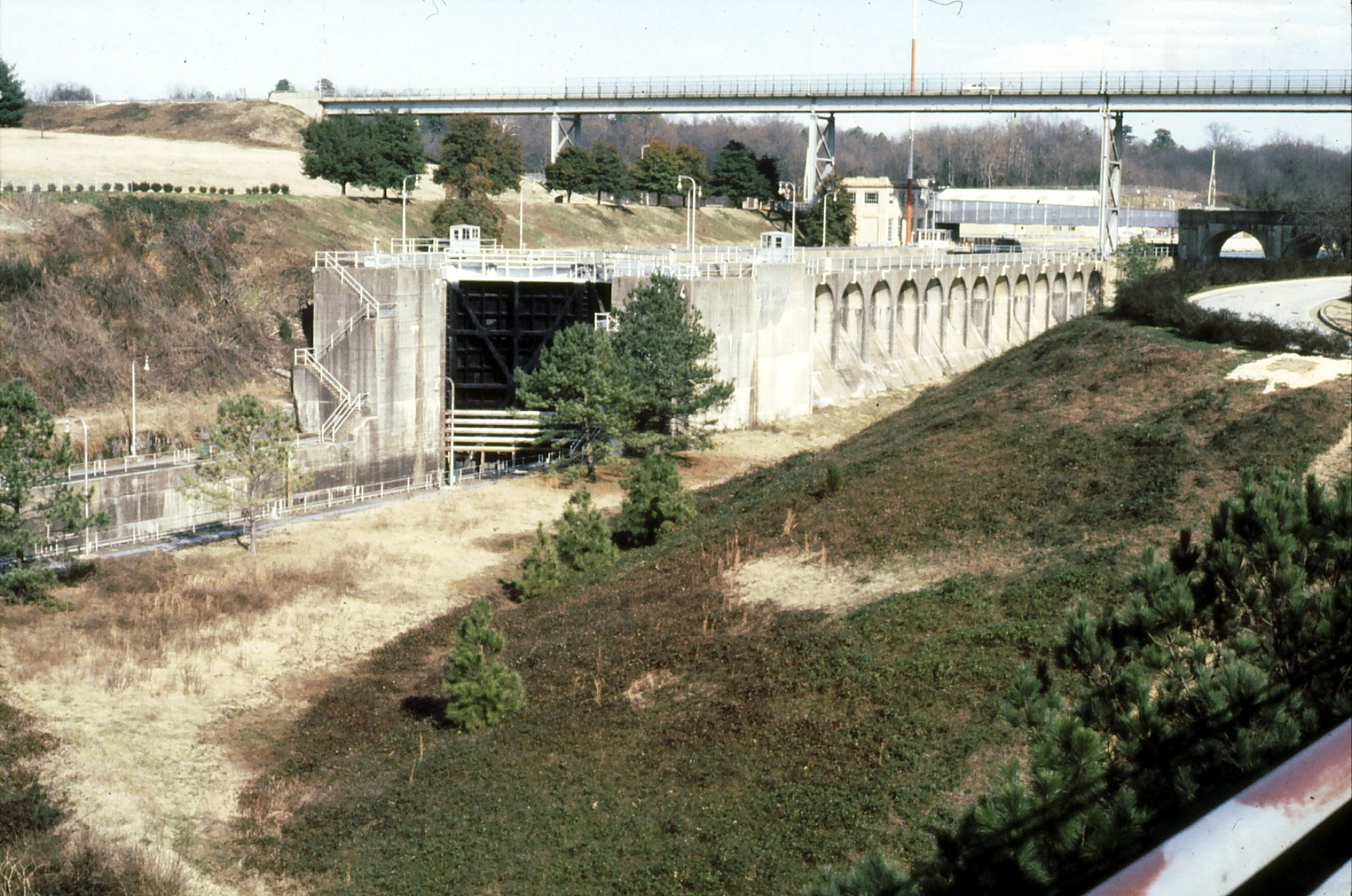
Esclusas auxiliares de la presa Wilson en 1982.